# Siona Atréides
Siona Atréides (de son nom complet « Siona ibn fuad al-Seyefa Atréides ») est un personnage de fiction du cycle de Dune de l'écrivain Frank Herbert, apparaissant dans le roman L'Empereur-Dieu de Dune (1981).

## Biographie du personnage
Lointaine descendante de l'Empereur-Dieu Leto II (le fils de Paul Atréides), Siona est la fille unique de Monéo Atréides, le dernier majordome en date de l'Empereur-Dieu.
Après avoir été élevée au sein de l'armée des Truitesses de l'Empereur-Dieu (qui composent sa force militaire), Siona s'aperçoit en grandissant du pouvoir absolu que possède son illustre ancêtre, et de sa mainmise sur la société figée qu'il a promue avec la Paix de Leto (aboutissant à la stagnation et au contrôle de la population de l'Empire).
Ne pouvant supporter la violence engendrée par Leto pour maintenir son pouvoir en place, Siona s'est rebellée. Elle a pris la tête d'un mouvement secret d’opposition au « Tyran » (le surnom qu'elle donne à Leto), cherchant un moyen de l'anéantir, le considérant comme un être à part de l'humanité. Elle perd plusieurs de ses camarades dans la tentative, ce qui affûte sa haine pour son ancêtre.
Siona ignore qu'elle est l'aboutissement du programme génétique de l'Empereur-Dieu, que Leto mène consciencieusement depuis plus de 3500 ans. Siona est en effet unique par le fait qu'elle reste génétiquement invisible à toute forme de vision presciente, que ce soit celle de Leto ou celles des navigateurs de la Guilde spatiale. Pouvant transmettre cette capacité à ses descendants, Siona permet à Leto d'atteindre son but visant à créer une race humaine qui soit totalement libre de toute influence, de manière que celle-ci puisse pallier son extinction, comme Leto l'a prévu avec sa vision du futur de l'humanité, le Sentier d'Or.
Après avoir testé Siona, Leto lui révèle son talent, et l'intègre dans la hiérarchie des Truitesses pour qu'elle puisse prendre la suite de son père Moneo, vieillissant, et le servir.
Grâce à ce talent, Siona est à l'origine de la fin du règne de Leto, en provoquant sa mort quand celui-ci chute (avec sa compagne Hwi Noree, mais aussi Moneo) d'un pont dans le fleuve Idaho, obtenant à cette occasion l'aide du dernier ghola de Duncan Idaho qui servait Leto, et qui lui aussi s'est rebellé contre son maître.
Siona est par ailleurs l’ancêtre de Miles Teg et de sa fille Darwi Odrade, de Lucille, ou encore de la Révérende Mère Sheana, qui apparaît dans le roman suivant de Frank Herbert, Les Hérétiques de Dune, puis dans La Maison des Mères et dans les prolongements de l'œuvre d'Herbert par son fils, Brian Herbert.